# Ремо Форрер
Ремо Форрер (нім. Remo Forrer — швейцарський співак. Представник Швейцаррії на Євробаченні 2023.

## Життєпис
форрер живе у Гембергу, що у Швейцарському кантоні Санкт-Галлен. З раннього дитинства цікавивься музикою, навчився грати на флейті, акордеоні та фортепіано, на якому він навчився грати сам на слух
Проходив стажування спеціаліста з роздрібної торгівлі в магазині спортивних товарів.

## Кар'єра
У квітні 2020 року Ремо виграв третій сезон шоу талантів «The Voice of Switzerland». Брав участь у німецькій версії шоу «I Can See Your Voice», де також переміг.
У травні 2023 представив Швейцарію на Євробаченні 2023 з піснею «Watergun» («Водяний пістолет»), де зайняв 20 місце.